# 圣乔治代萨古
圣乔治德萨古（法語：Saint-Georges-des-Agoûts，法語發音：[sɛ̃ ʒɔʁʒ de.z‿aɡu]）是法国滨海夏朗德省的一个市镇，位于该省南部，属于容扎克区。

## 地理
圣乔治德萨古（45°22'31"N, 0°38'46"W）面积6.31 平方千米，位于法国新阿基坦大区滨海夏朗德省，该省份为法国西部滨海省份，北起旺代省，西临大西洋，南至吉倫特省，东南接多爾多涅省，东北接德塞夫勒省接壤，东临夏朗德省。
与圣乔治德萨古接壤的市镇（或旧市镇、城区）包括：吉伦特河畔圣博内、圣索兰德科纳克、圣托马德科纳克、瑟穆萨克。
圣乔治德萨古的时区为UTC+01:00、UTC+02:00（夏令时）。

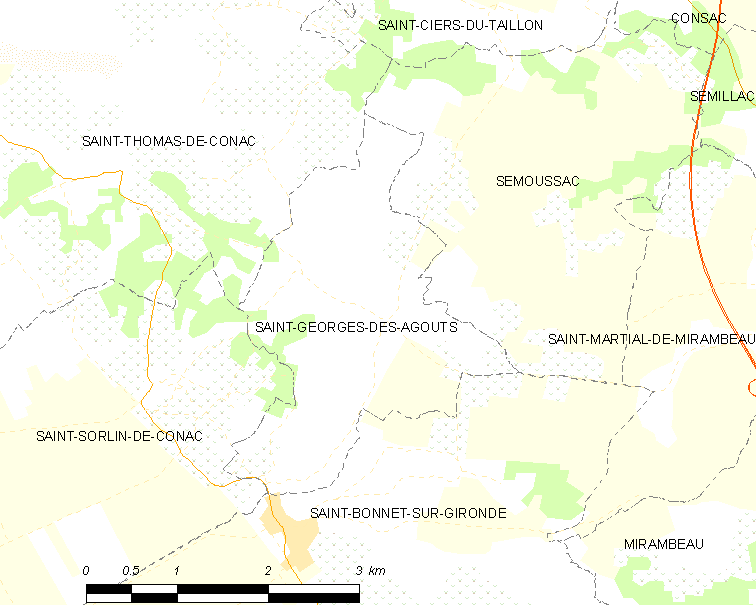
圣乔治德萨古的OSM定位图

## 行政
圣乔治德萨古的邮政编码为17150，INSEE市镇编码为17335。

## 政治
圣乔治德萨古所属的省级选区为蓬镇县。

## 人口

1962-2008年间圣乔治德萨古人口变化图示

圣乔治德萨古于2022年1月1日时的人口数量为281人。